# Atlequizayan
Atlequizayan es una localidad del estado mexicano de Puebla. Es cabecera del municipio de Atlequizayan.

## Demografía
| Censo | Población |
| ----- | --------- |
| 1900  | 908       |
| 1910  | 1098      |
| 1921  | 1106      |
| 1930  | 1151      |
| 1940  | 1023      |
| 1950  | 1175      |
| 1960  | 1400      |
| 1970  | 1396      |
| 1980  | 1561      |
| 1990  | 1306      |
| 1995  | 1441      |
| 2000  | 1612      |
| 2005  | 1626      |
| 2010  | 1554      |
| 2020  | 1501      |